# Aster
Aster là một chi thực vật có hoa trong họ Cúc (Asteraceae).

## Loài
Một vài loài phổ biến trong chi Aster:
- Aster ageratoides Turcz. – rough-surface aster
- Aster alpinus L. – alpine aster
- Aster altaicus Willd.
- Aster amellus L. – European Michaelmas daisy, Italian aster
- Aster arenarius (Kitam.) Nemoto – beach-sand aster
- Aster bellidiastrum (L.) Scop.
- Aster formosanus Hayata
- Aster glehnii F.Schmidt – Ulleungdo aster
- Aster hayatae H.Lév. & Vaniot – Korean montane aster
- Aster hispidus Thunb. [4]
- Aster iinumae Kitam. – perennial false aster
- Aster incisus Fisch. – incised-leaf aster
- Aster lautureanus (Debeaux) Franch. – connected aster, mountain aster
- Aster maackii Regel – Maack's aster
- Aster neoelegans Grierson
- Aster quitensis Willd. ex Spreng. (unplaced)
- Aster spathulifolius Maxim. – seashore spatulate aster
- Aster tataricus L.f. – Tatarian aster, Tatarinow's aster
- Aster tonglingensis G.J.Zhang & T.G.Gao[5]
- Aster tongolensis Franch.
- Aster yomena (Kitam.) Honda